# La Madre (película)
La Madre es una película española dirigida y escrita por el vallisoletano Alberto Morais.

## Reparto
| Actor/Actriz      | Personaje    |
| ----------------- | ------------ |
| Laia Marull       | Carmen       |
| Nieve de Medina   | Mara         |
| Jorge Motos       | Amigo 2      |
| Sergio Caballero  | Luis         |
| Ovidiu Crisan     | Bogdan       |
| Javier Mendo      | Miguel       |
| María Albiñana    | La profesora |
| Pablo Ortega      | David        |
| Alexandru Stanciu | Andrei       |

## Equipo Técnico
| Director          | Alberto Morais              |
| Guion             | Alberto Morais              |
|                   | Ignacio Gutiérrez-Solana    |
|                   | Verónica García             |
| Productoras       | Olivo Films                 |
|                   | Fundatia Teatru Contemporan |
| Prod. Asociado    | Paulo Branco (Alfama Films) |
| Prod. Ejecutiva   | Verónica García             |
|                   | Adrian Lustig               |
|                   | Alberto Morais              |
| Dir. Producción   | Eduardo Santana             |
| Dir. Fotografía   | Diego Dussuel               |
| Director De Arte  | Vicente Mateu               |
| Sonido Directo    | Dani Fontrodona             |
| Maquillaje Y Pelu | Vicen Beti                  |
| Vestuario         | Sonia Soler                 |
| Músico            | Vincent Barrière            |
| Montaje           | Julia Juániz                |
| Montaje Sonido    | Sergio López-Eraña          |
| Mezclas Finales   | Nicolas D’halluin           |

## Premios
[cita requerida]
La película tuvo su estreno mundial en Montreal World Film Festival 2016, en la Sección Oficial a competición (World Competition) y recorrió festivales como:
- SEMINCI[2]

- Miami International film festival

- Mostra de Saopaulo

- Mannheim‐Heidelberg

- Chicago Latino film festival

- Premio Especial Turia 2017 por “La madre”.

## Críticas
- Alberto Morais entra a saco en los sentimientos de orfandad y abandono. Rocío García, EL PAÍS[3]
- El director acierta en el tono, habla de la vida sin juzgar a los personajes. Una película, sobria y seca, que impacta por su realismo. Días de Cine[4]
- Thriller moral y drama árido: el cine social del siglo XXI. Paula Arantzazu, Cinemanía4[5]
- Miguel –un Javier Mendo sin ninguna nota impostada- es un náufrago del hundimiento del sistema. Una película implacable. Jordi Costa.[6]